# Tkalcovský stav

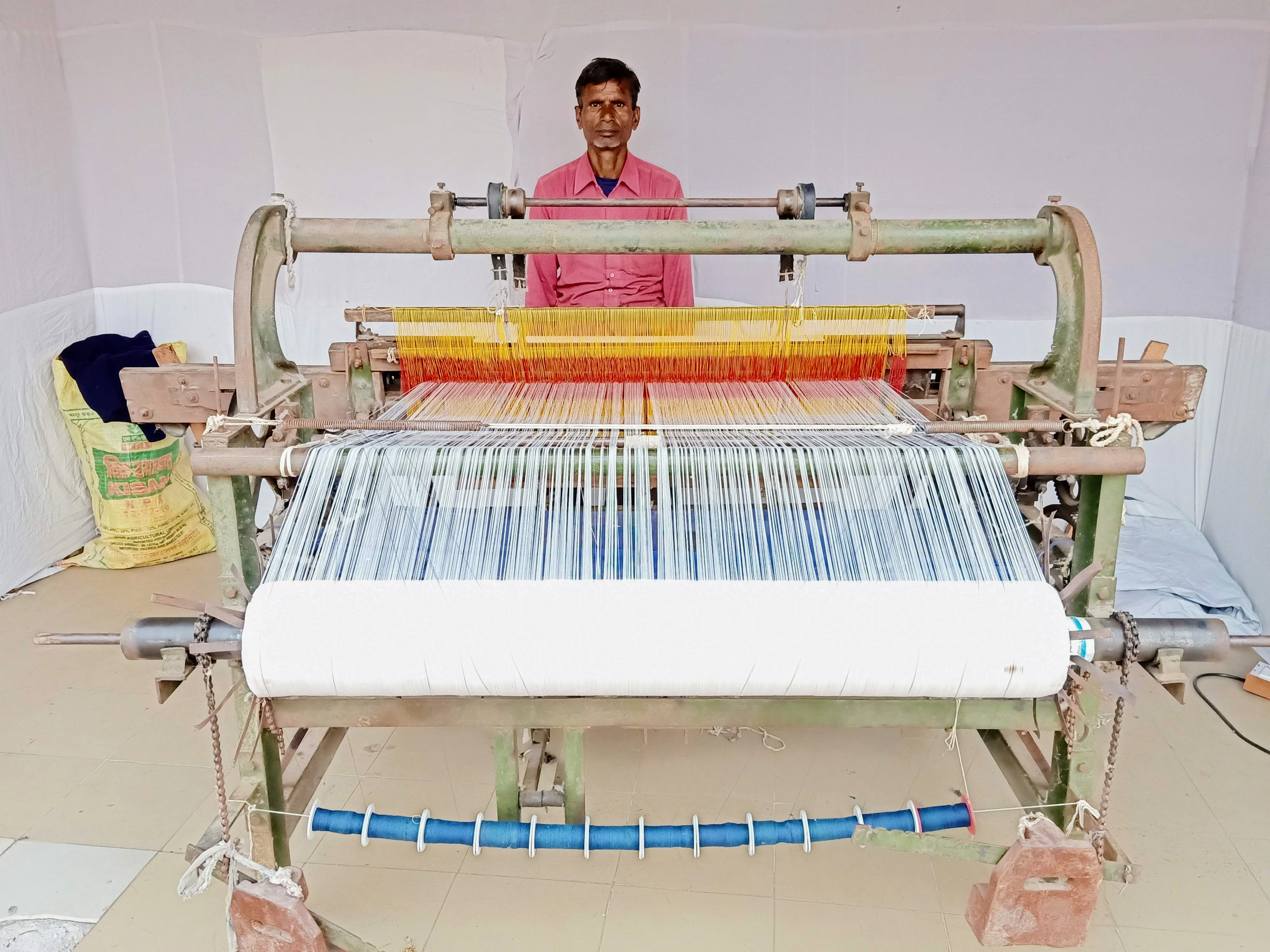
Indický ruční stav z 21. století (na výstavě v roce 2019)

Tkalcovský stav je jednoduchý tradiční nástroj na výrobu tkanin. Vyvinul se z něj tkací stroj.
V hovorové mluvě a někdy i v odborné literatuře se označení stav používá také pro moderní tkací stroje. Naproti tomu například podle německé normy (DIN 6 300) se má výraz tkalcovský stav (Webstuhl) používat jen pro nástroje s ručním zanášením útku. Útková nit je navinutá na cívce umístěné v člunku, který se původně prohazoval mezi osnovní niti rukou ("vrhací člunek") a později přes tzv. pudítko, poháněné ručním tahem za šňůru nazývanou doják nebo cukátko.

## Z historie tkalcovského stavu
Nejstarší známé nálezy pochází ze 7. tisíciletí př. n. l. z turecké Anatolie. Lněná tkanina vznikala proplétáním osnovy napnuté v pevném rámu.
Asi o 1000 let později se v Anatolii tkalo již s vertikálně uloženou osnovou napínanou závažím. Tímto způsobem byla vyrobena také nejstarší tkanina nalezená na území ČR (v Lulči u Vyškova), asi 7 tisíc let stará.
Teprve mnohem později se objevily stavy ležaté s osnovou přiváděnou ve vodorovné poloze. Ve 2. století př. n. l. byl v Číně známý ležatý podnožkový stav, na kterém tkadlec vytvářel prošlup s pomocí šňůr, které ovládal chodidly. O 400 let později přišel z Číny do Evropy stav vybavený osnovním válem a brdem.
Dovršení vývoje ručního stavu byl vynález „létajícího člunku“ Angličana J. Kaye asi v roce 1733. Člunek s útkem (opatřený kolečky) se prohazoval mezi osnovními nitěmi z jedné strany na druhou pomocí tzv. pudítka, kterému udílel tkadlec trhavý pohyb tahem přes připojenou šňůru. Toto ústrojí přineslo až trojnásobné zvýšení výkonu ručního stavu (na cca 40 metrů útku za minutu) a bylo předpokladem pro patent jeho krajana Edmunda Cartwrighta z roku 1785, podle kterého byly zmechanizovány všechny základní pohyby při tkaní a tak vznikl první tkací stroj.
V textilní velkovýrobě, zejména v Evropě, potom tkací stroje rychle nahradily ruční stavy. Ruční tkalcovství však zcela nezaniklo. Ještě ve dvacátých letech 20. století se našly v Německu provozy se 400 ručními stavy a například na brněnské textilní průmyslové škole se tento obor vyučoval jako samostatný předmět (viz Galerie).

## Tkalcovský stav v 3. tisíciletí
- Více než 90 % ručních stavů je instalováno v Indii.[8] V roce 2019 jich bylo úředně registrováno 2,9 miliony, z toho (v milionech):

1,2 pit looms x ("podlahových"), 0,9 frame looms xx (přenosných rámů), a 0,7 loin looms (zádových stavů)
x Pit loom je podnožkový (pedálový)  stav. Rám s pracovními orgány se pokládá bez podpěr na podlahu, pro vyčnívající pedály a pro nohy tkalce je pod podlahou volný prostor tvarovaný tak, že tkadlec může v sedě obsluhovat stroj.
xx Frame loom je dřevěný rám s pracovními orgány pro ruční tkaní sestavenými v několika variantách. Nejpoužívanější je varianta pro výrobu gobelínů.
- Několik podnožkových stavů je vybaveno žakárovým ústrojím. Na těchto strojích se tkají většinou luxusní výrobky, kvalitní práci může odvést jen tkadlec s nejméně desítiletou praxí. Obsluha je mimořádně namáhavá, protože k sešlápnutí pedálů je nutný tlak 25 až 50 kg.[12]

- Soukromé osoby provozují ruční tkalcovství jako hobby.[13]
- Charitativní zařízení zaměstnávají invalidy prací na ručním stavu[14]

Pro tyto účely se stále ještě vyrábí nové stavy ze dřeva.

### Ruční tkalcovství jako výdělečná činnost
- V bytovém sektoru se zhotovují běhouny a předložky, závěsy, goblény a polštáře, především jako umělecké řemeslo[16]
- Různé výrobky z manilského konopí (technikou sinamay na Filipínách)[17]
- Exkluzivní oděvní výrobky s rustikálním charakterem[18]

## Galerie

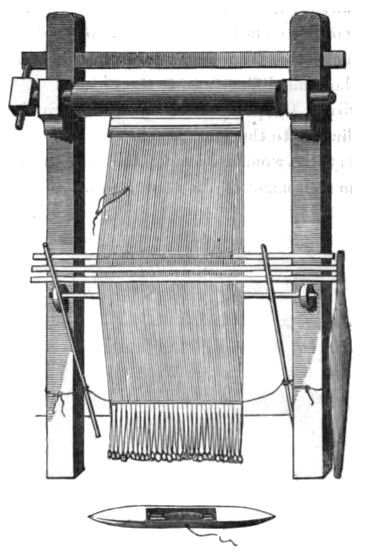
Vertikální stav s osnovou napnutou závažím
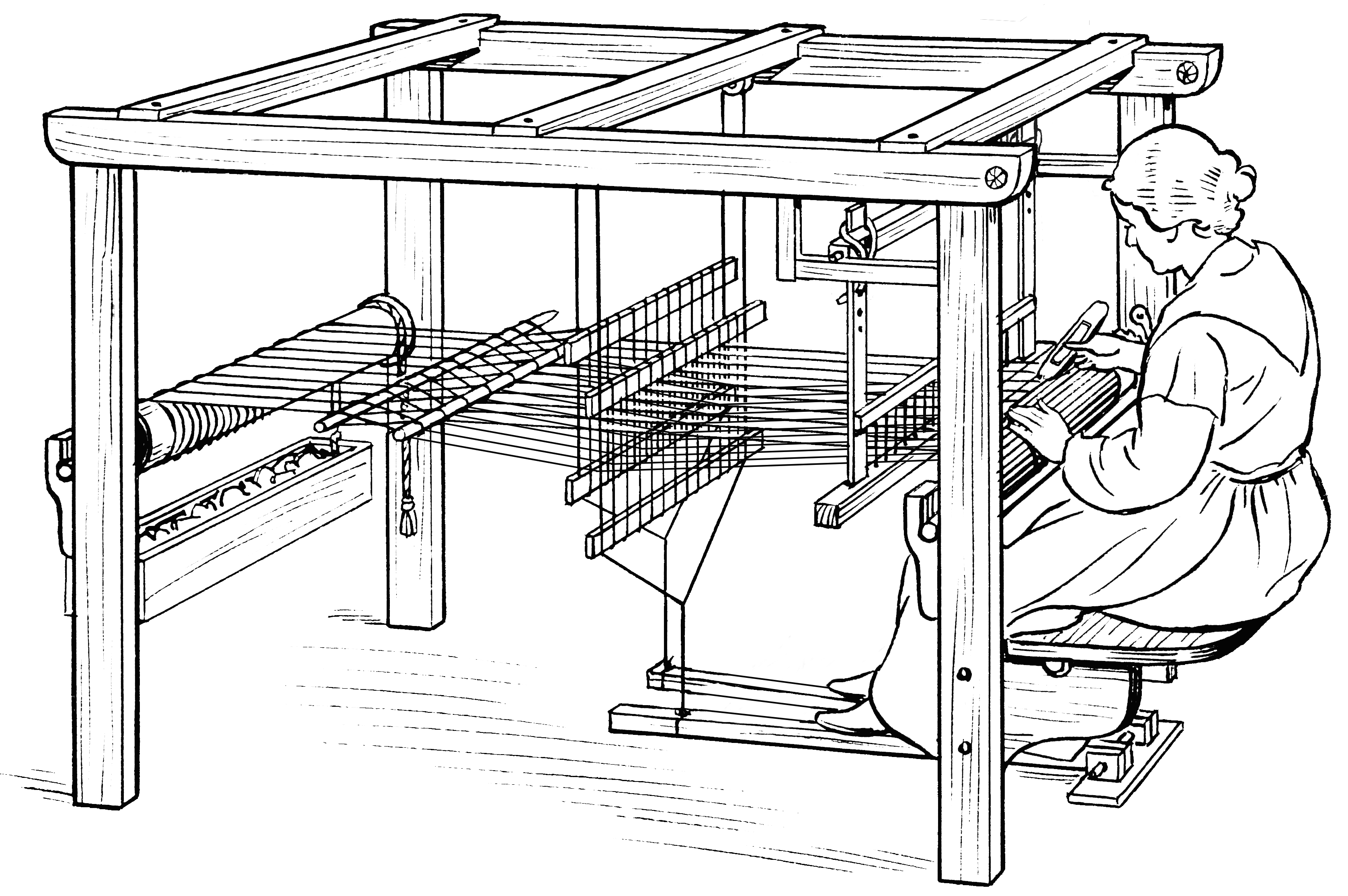
Tkaní na podnožkovém stavu
- Práce na stavu z roku 1830 s "vrhacím člunkem" (ukázka v tkalcovském muzeu v Leidenu)
- Tkaní s létajícím člunkem (Chile 2012)
- Zvuk starého ručního tkalcovského stavu s létajícím člunkem
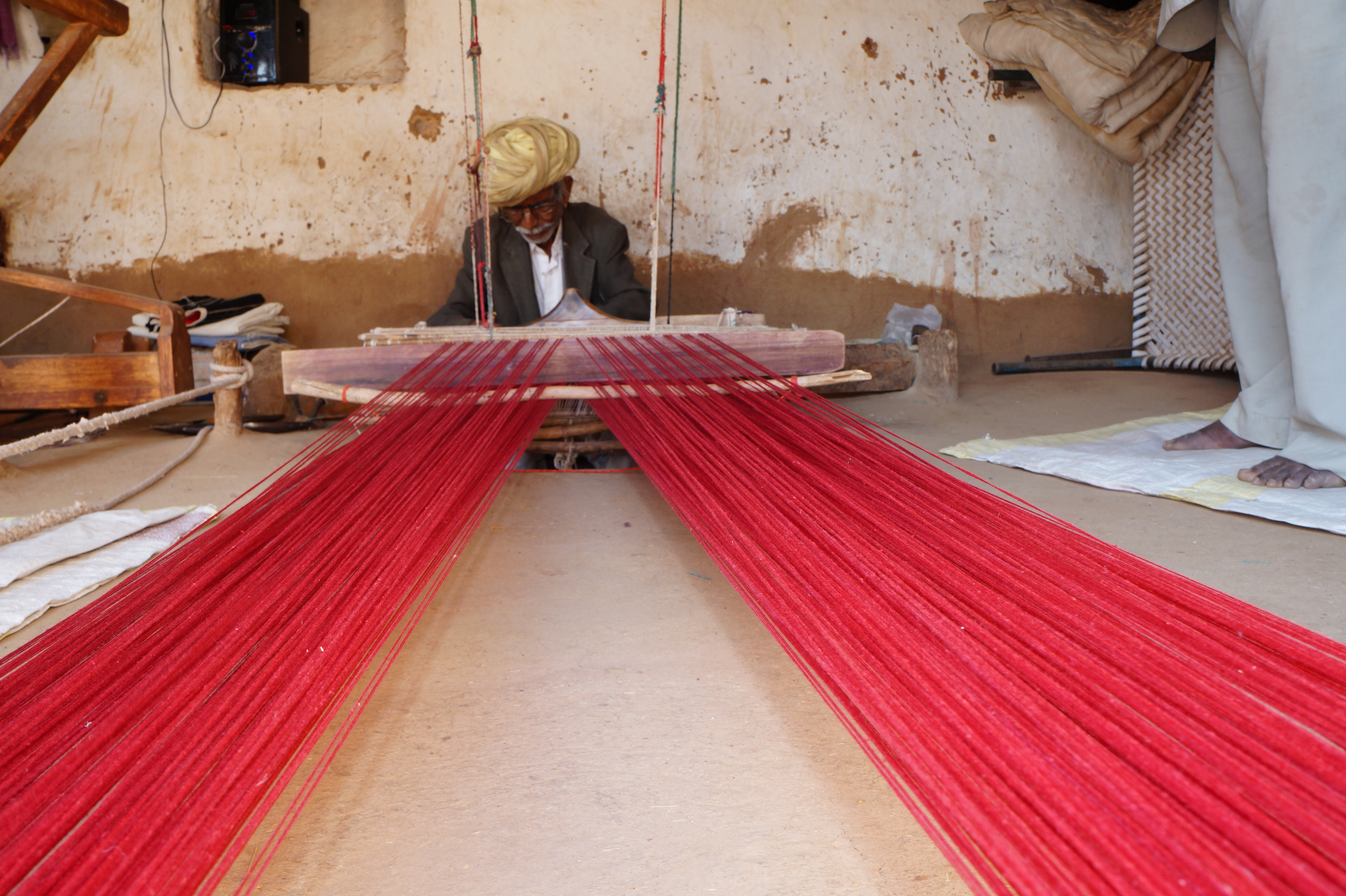
Tkaní na pit loomu (Rádžasthán 2016)
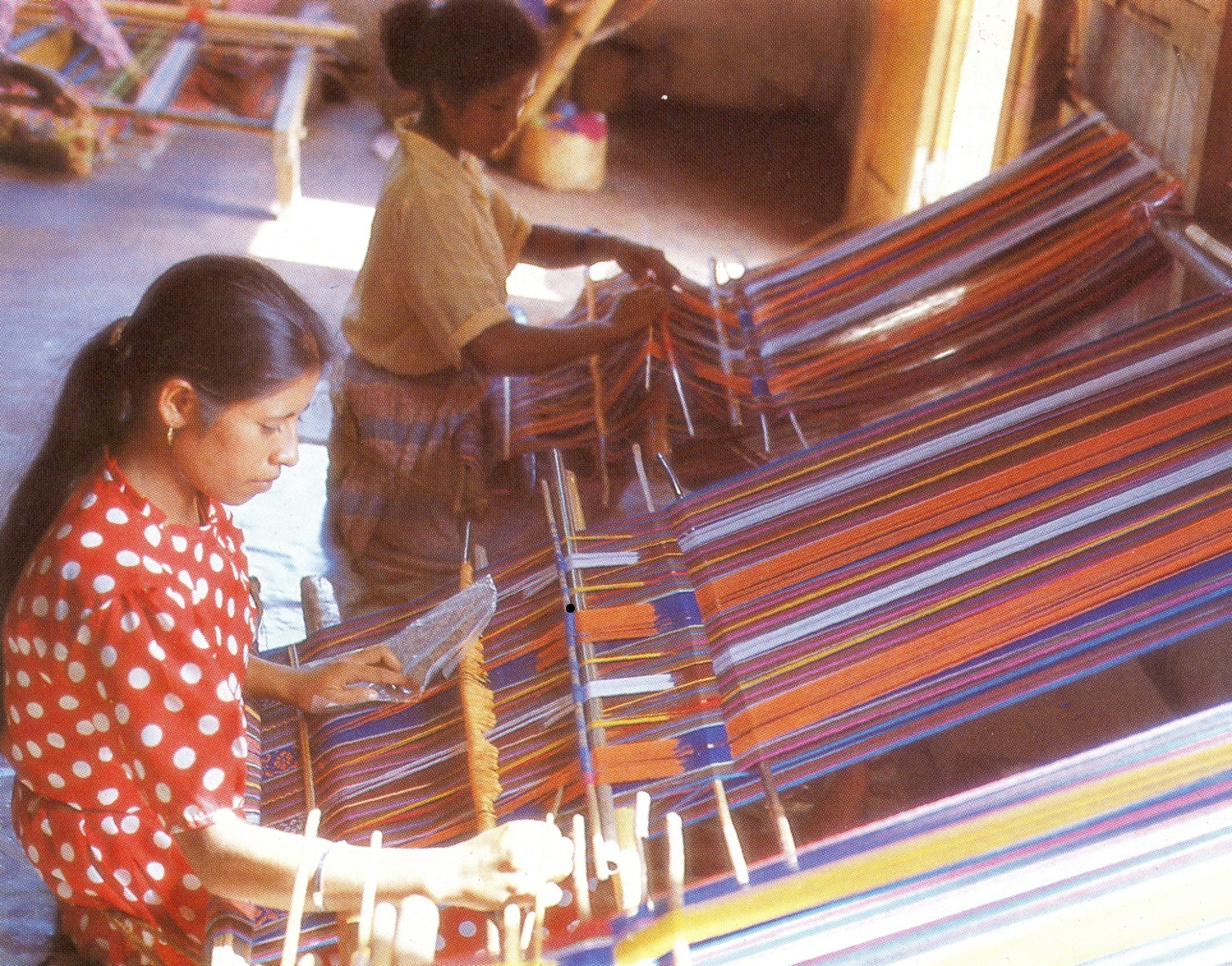
Zádový stav (Východní Timor 1986)
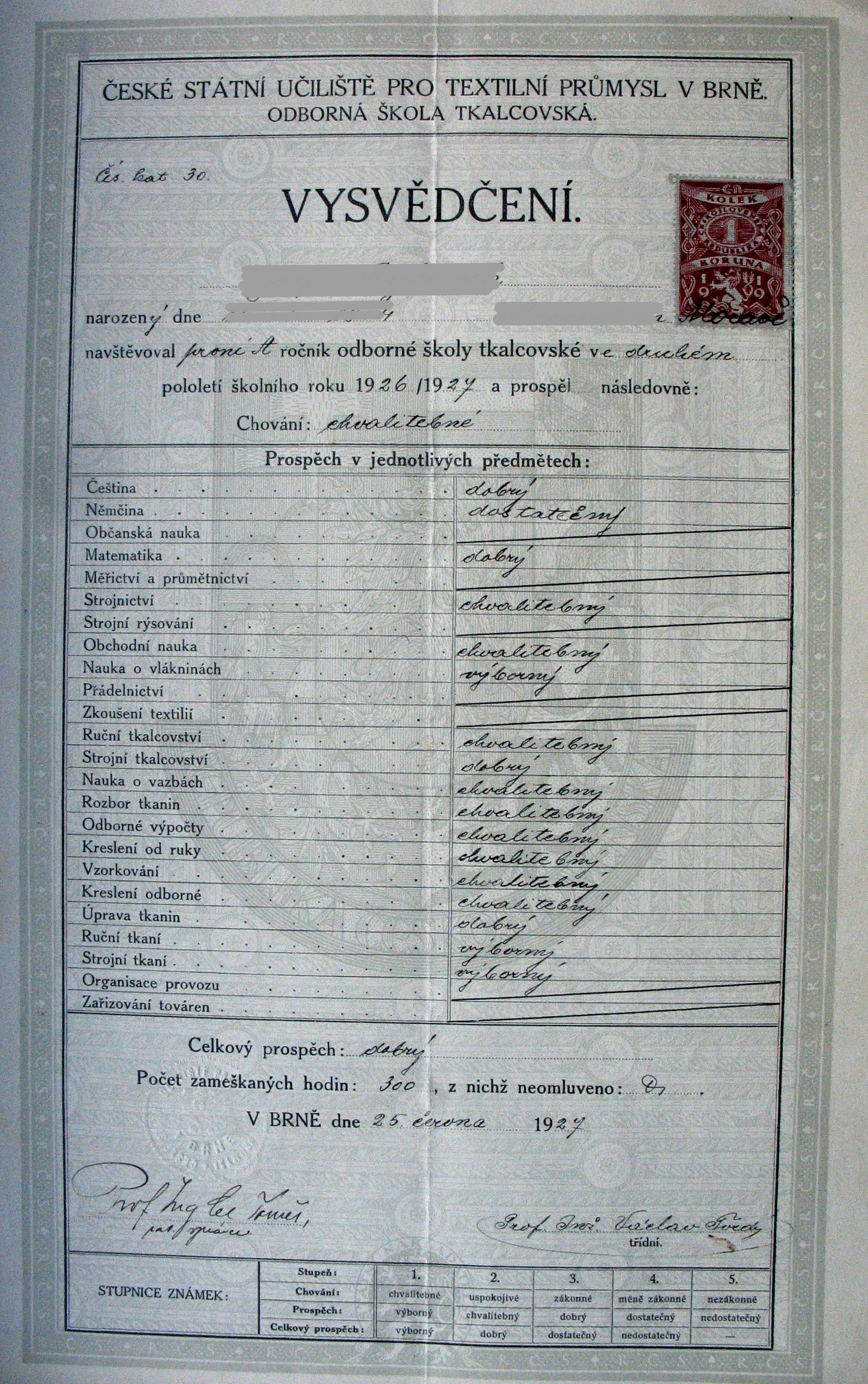
Vysvědčení z ročníku 1926/27 tkalcovské průmyslové školy v Brně